# Кистер (город, Миннесота)
Кистер (англ. Kiester) — город в округе Фэрибо, штат Миннесота, США. На площади 1,1 км² (1,1 км² — суша, водоёмов нет), согласно переписи 2002 года, проживают 540 человек. Плотность населения составляет 469,9 чел./км². 
- Телефонный код города — 507
- Почтовый индекс — 56051
- FIPS-код города — 27-33056[1]
- GNIS-идентификатор — 0646138[2]